# Мол (митологија)
Мол је у грчкој митологији било име више личности.

## Митологија
1. Према Аполодору, био је син Ареја и Демонике и Тестијев брат.[1]
2. У Хомеровој „Илијади“, али и према Аполодору, Диодору и Хигину, био је Деукалионов син и Мерионов отац. Према критској легенди, коју су забележили Диодор и Плутарх, био је Минојев син и Деукалионов брат. Он је покушао да напаствује нимфу и након тога је пронађен обезглављен. Током одређеног празника на Криту приказивана је слика човека без главе, за коју се тврдило да представља Мола.[1]
3. Према Квинту Смирњанину, учесник тројанског рата кога је убио Агенор.[2]
4. Помиње се и као отац Молионе.[3]